# Erebus malanga
Erebus malanga är en fjärilsart som beskrevs av Swinhoe 1918. Erebus malanga ingår i släktet Erebus och familjen nattflyn. Inga underarter finns listade i Catalogue of Life.